# تاجيري (أوساكا)
تاجيري (باليابانية: 田尻町) هي بلدية في اليابان، وبلدة في اليابان، تقع في أوساكا، ومقاطعة سينان، بلغ عدد سكانها 8,539  نسمة وذلك حسب إحصائيات سنة 2017، تبلغ مساحتها 5.62 كيلومتر مربع.

## معرض صور

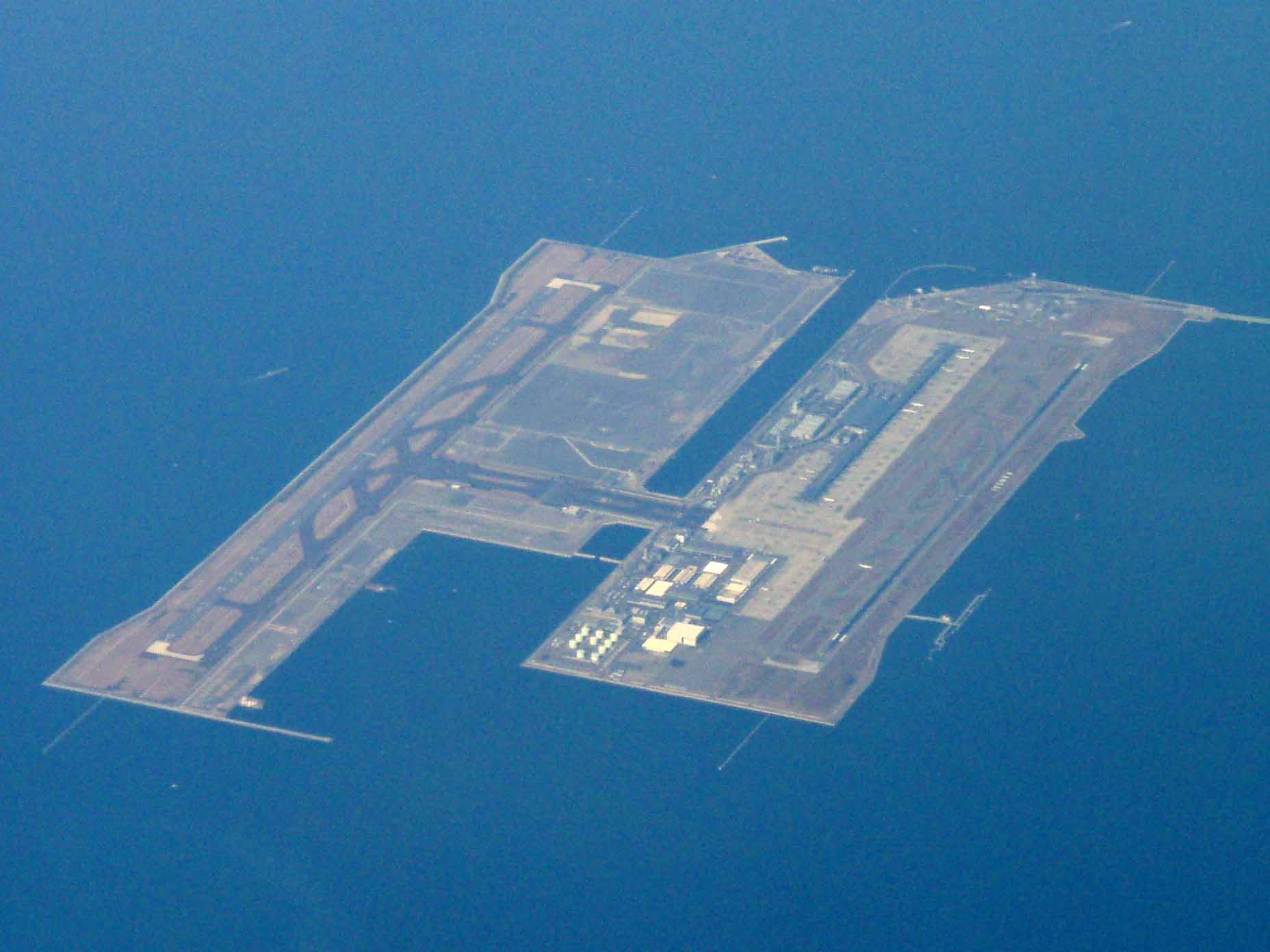
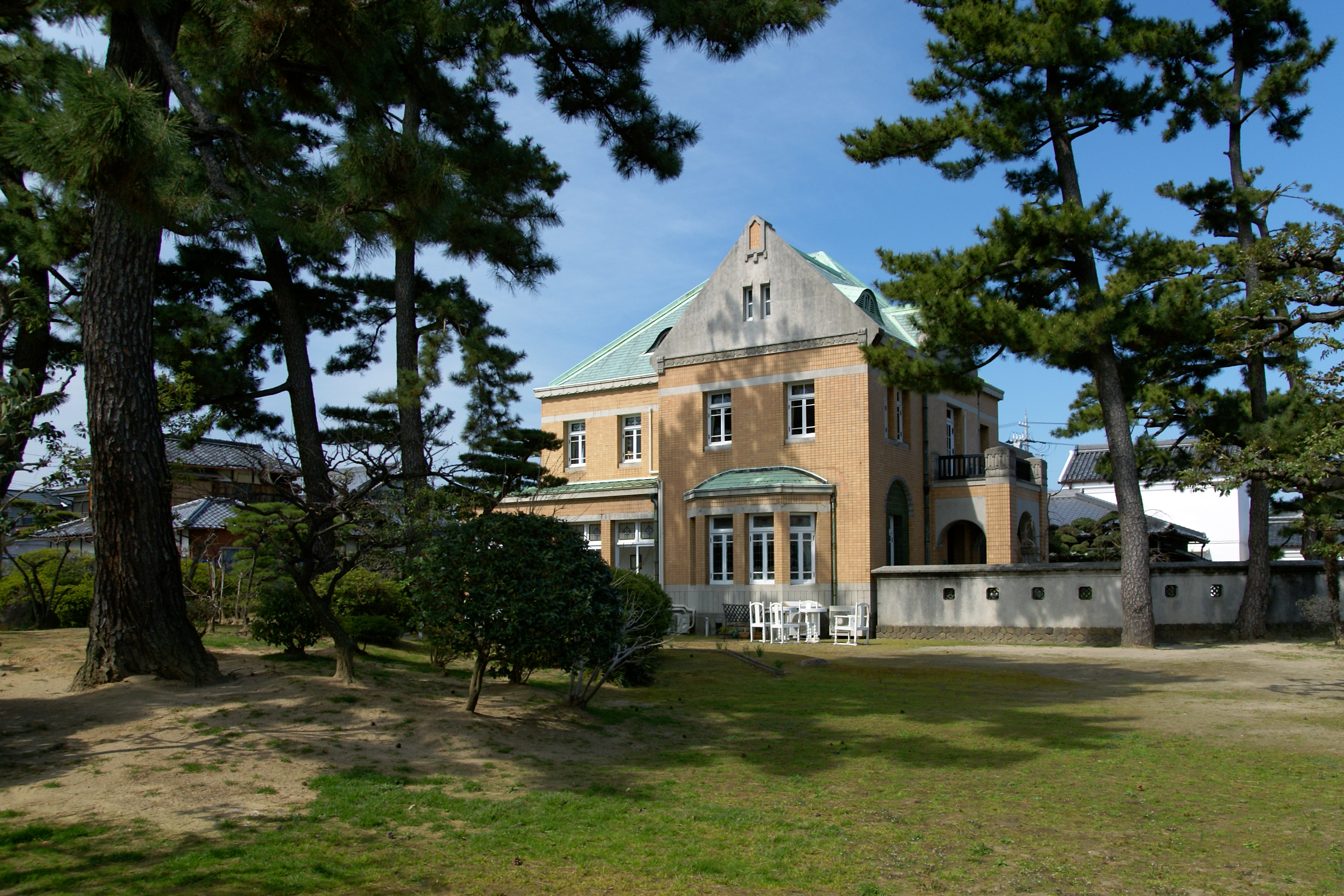
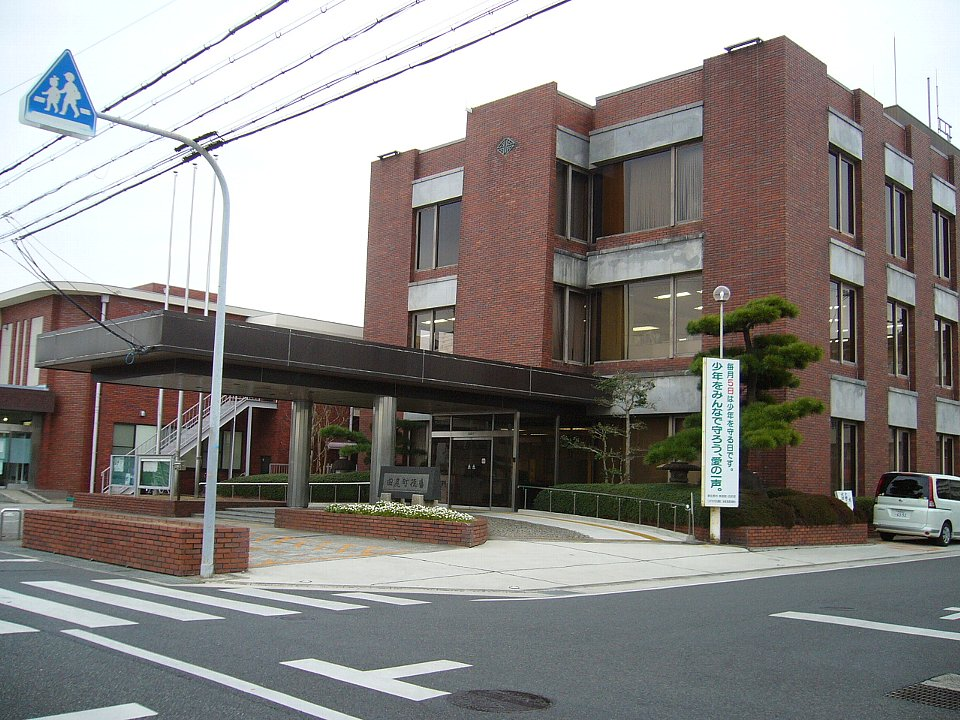